# Лянтор
Лянто́р (рос. Лянтор) — місто у складі Сургутського району Ханти-Мансійського автономного округу Тюменської області, Росія. Адміністративний центр та єдиний населений пункт Лянторського міського поселення.
Населення — 39841 особа (2017, 38992 у 2010, 33011 у 2002).
Стара назва — Пім.